# Kampfar
Kampfar es una banda de black metal con influencias del viking y el folk metal originaria de la ciudad de Fredrikstad, en Noruega. Según su vocalista, el nombre es un antiguo grito de guerra para invocar a Odín o Wotan.

## Discografía
- Promo (1994)
- Kampfar (1996)
- Mellom Skogkledde Aaser (1997)
- Norse (1998)
- Fra Underverdenen (1999)
- Kvass (2006)
- Heimgang (2008)
- Mare (2011)
- Djevelmakt (2014)
- Profan (2015)
- Ofidians Manifest (2019)
- Til Klovers Takt (2022)

## Miembros
- Dolk - vocales (1994–presente), batería (1994–2003)
- Ole - guitarra (2011-presente)
- II13 - batería, vocales (2003-presente)
- Jon Bakker - bajo (2003-presente)

### Exmiembros
- Thomas (Thomas Andreassen) — guitarra (1994–2010), bajo (1994–2003)

Cronología